# William H. Johnston

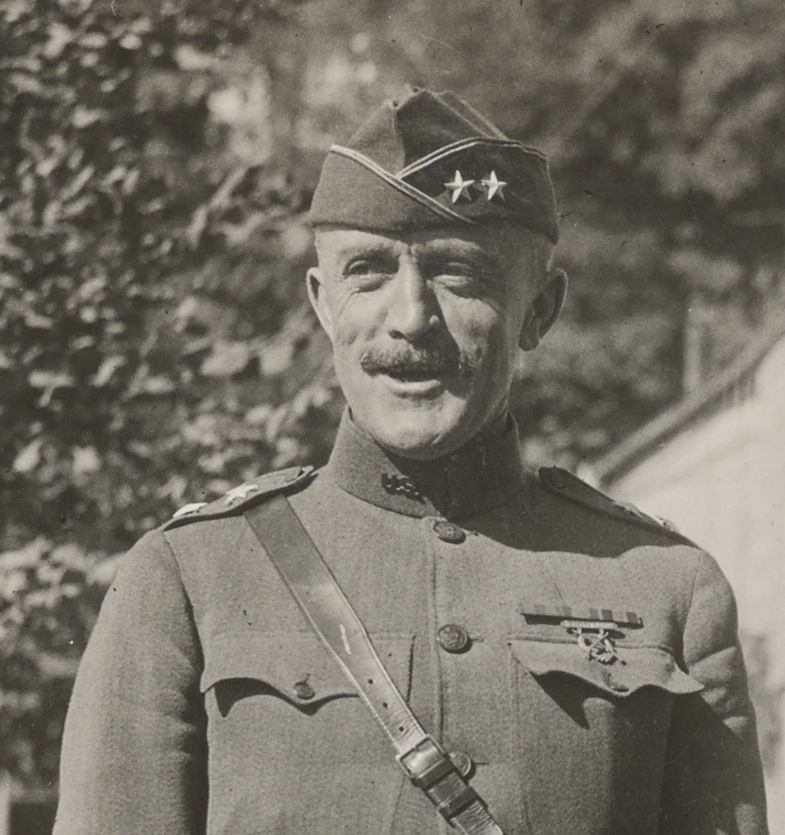
William Johnston Jr.

William Hartshorne Johnston Jr. (* 19. Oktober 1861 in Cincinnati, Hamilton County, Ohio; † 19. Februar 1933 in Nizza, Frankreich) war ein Generalmajor der United States Army. Er war unter anderem Kommandeur der 3. und der 91. Infanteriedivision.
Johnson war ein Sohn von William Hartshorne Johnston Sr. (1824–1896) und dessen Frau Mary Neele (1838–1878). Der Vater war Zahlmeister des US-Heeres und stieg dabei bis zum Oberst auf. Der jüngere Johnston besuchte die Schulen an den jeweiligen Stationierungsorten seines Vaters. Für einige Zeit diente er als Feldwebel in der Missouri National Guard und später nach einem weiteren Umzug in der Miliz von Prescott im damaligen Arizona-Territorium.
Nachdem seine Aufnahme an der United States Military Academy in West Point aus formalen Gründen gescheitert war, absolvierte er eine Offiziersschulung und wurde nach erfolgreichem Abschluss im Jahr 1883 in das Offizierskorps des US-Heeres aufgenommen. Dort wurde er als Leutnant der Infanterie zugeteilt. In der Armee durchlief er anschließend alle Offiziersränge vom Leutnant bis zum Zwei-Sterne General.
Im Lauf seiner militärischen Karriere absolvierte William Johnston verschiedene Kurse und Schulungen. Dazu gehörten unter anderem die Infantry and Cavalry School und das United States Army War College. Zwischenzeitlich studierte er Jura an der Washington University in St. Louis.
Während des Spanisch-Amerikanischen Kriegs wurde Johnston zum Stab der 46th U.S. Volunteer Infantry, einer aus Kriegsfreiwilligen bestehenden Einheit versetzt, wo er den vorübergehenden Rang eines Majors bekleidete. In den Jahren 1901 und 1902 war er Militärgouverneur der Provinz Isabela auf den Philippinen. Er blieb bis 1907 auf den Philippinen und nahm als Bataillonskommandeur der Philippine Scouts am Philippinisch-Amerikanischen Krieg teil.
Nach zwischenzeitlich anderen Verwendungen bei verschiedenen Einheiten war William Johnston zwischen 1914 und 1917 Fakultätsmitglied des Army War Colleges. Nach dem amerikanischen Eintritt in den Ersten Weltkrieg wurde er zum Brigadegeneral befördert und mit dem Kommando über die damalige Texas Brigade betraut, aus der die 180. Infanteriebrigade hervorging. Diese Brigade war der 90. Infanteriedivision unterstellt. Seit August 1918 waren die Division und Johnstons Brigade als Teil der American Expeditionary Forces in Frankreich im Kriegseinsatz. Noch im selben Monat erhielt Johnston unter Beförderung zum Generalmajor das Kommando über die ebenfalls in Frankreich eingesetzte 91. Infanteriedivision. Seine Division war unter anderem an der Schlacht von St. Mihiel und der Maas-Argonnen-Offensive beteiligt. Johnston behielt seine Funktion als Divisionskommandeur bis zur Auflösung der 91. Infanteriedivision im Jahr 1919.
Nach einer kurzen Rückkehr zum Stab des Army War Colleges gehörte er dann drei Jahre zu den amerikanischen Besatzungstruppen in Deutschland. Im Jahr 1923 übernahm er das Kommando über den Bezirk der Küstenartillerie um Fort McPherson in Georgia. Zuletzt kommandierte er zwischen Dezember 1924 und Oktober 1925 die 3. Infanteriedivision. Anschließend ging er in den Ruhestand.
Der mit Lucille Wilkinson (1869–1917) verheiratete und zwischenzeitlich verwitwete Offizier verbrachte seinen Lebensabend in Nizza in Frankreich. Dort starb er am 19. Februar 1933 an einem Herzanfall, den er auf einem Ball des Roten Kreuzes erlitten hatte. William Johnston Jr. fand seine letzte Ruhestätte auf dem amerikanischen Nationalfriedhof Arlington.

## Orden und Auszeichnungen
William Johnston Jr. erhielt im Lauf seiner militärischen Laufbahn unter anderem folgende Auszeichnungen:
- Distinguished Service Cross
- Army Distinguished Service Medal
- Silver Star